# مصرف مستقل

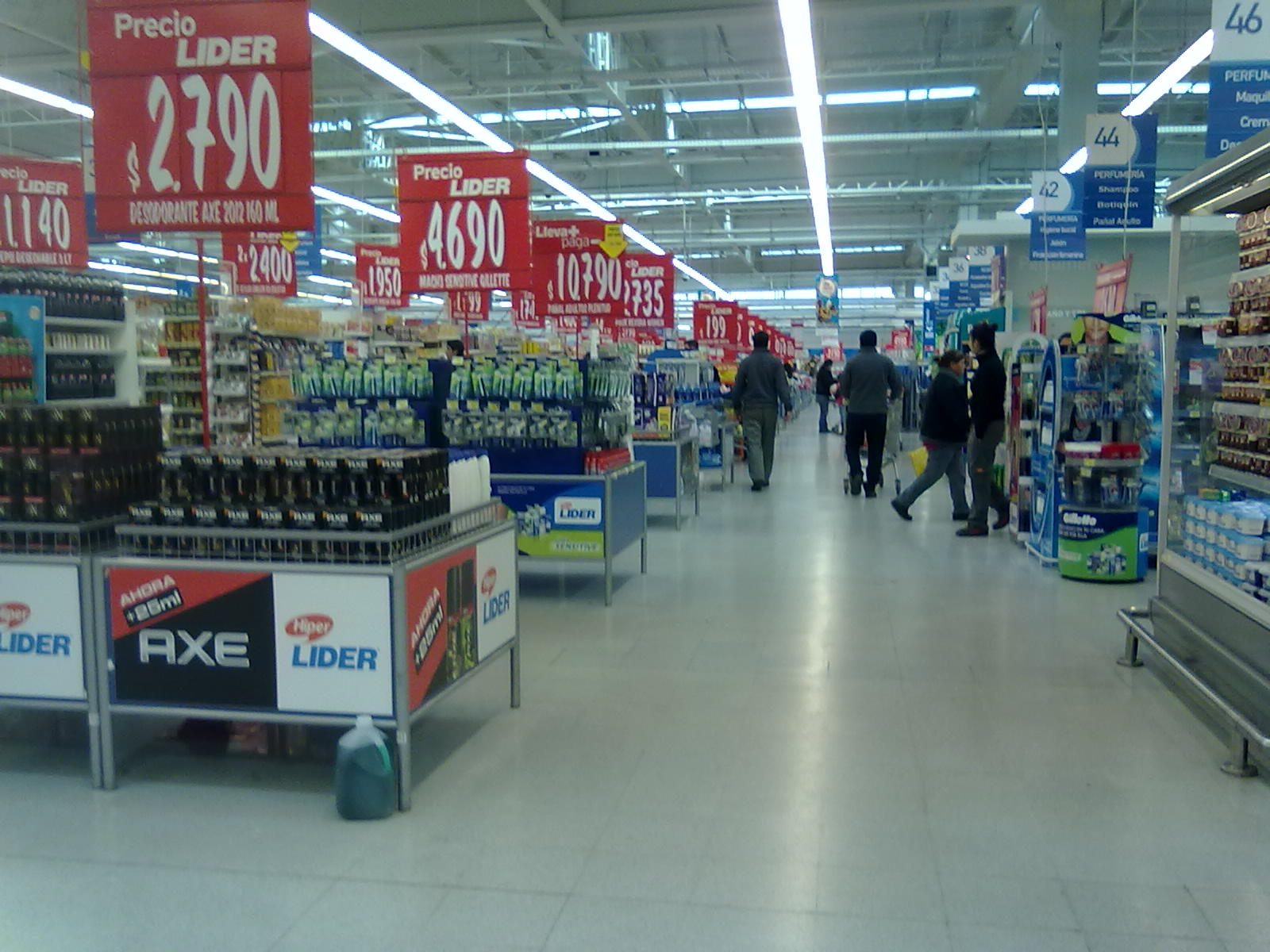
پس‌انداز منفی

مصرف مستقل (همچنین مصرف برونزا) مخارج مصرفی در حالتی است که درآمد صفر باشد. این نوع مصرف تنها درصورتی که هزینه مواد مصرفی با تغییر درآمد تغییر نکند، مستقل از درآمد محسوب می‌شود. ممکن است بابت هزینه این مواد مصرفی نیاز به تأمین منابع مالی از طریق وام و استقراض باشد. اگر سطح درآمد واقعاً صفر باشد، این مصرف به عنوان پس‌انداز منفی حساب می‌شود، زیرا با استقراض یا استفاده از پس انداز تأمین می‌شود. مصرف مستقل با مصرف وابسته به درآمد در تضاد است، به این دلیل که به طور سیستماتیک با درآمد نوسان نمی‌کند، در حالی که مصرف وابسته به درآمد هم راستای تغییرات درآمد نوسان می‌کند.  این دو از طریق تابع مصرف برای همه خانوارها نمایش داده می‌شوند: 
{\displaystyle C=c_{0}+c_{1}Y_{d}}
- C = مصرف کل
- c 0 = مصرف مستقل ( C 0> 0)
- c 1 = میل نهایی به مصرف (شیب مصرف وابسته به درآمد) (0 <c 1 <1)
- Y d = درآمد قابل تصرف (درآمد بعد از پرداخت مالیات، مزایا و پرداخت های انتقالی)